# Province de Mizque
La province de Mizque est une des 16 provinces du département de Cochabamba, en Bolivie. Son chef-lieu est la ville de Mizque.